# 崔光华 (1918年)
崔光华（1918年—2005年），男，山西沁源人，中华人民共和国政治人物，曾任河南省人民政府副省长，河南省政协副主席。